# Vincetoxicum christinae
Vincetoxicum christinae là một loài thực vật có hoa trong họ La bố ma. Loài này được (P.I. Forst.) Liede miêu tả khoa học đầu tiên năm 1996.